# Fuente de Reding
La fuente de Reding es una fuente histórica del siglo XVII ubicada en la ciudad andaluza de Málaga, España.
Ha sido reproducida en innumerables ocasiones por pintores locales. Se encuentra en uno de los extremos de la avenida de Príes y, aunque en la actualidad está conectada a la red pública de abastecimiento, antes canalizaba agua de manantial procedente del monte Gibralfaro.

## Descripción
Se trata de una fuente abrevadero construida en mármol y adosada a un frontispicio entre pilastras que le otorgan un aspecto monumental.
En la parte inferior, sobre el pilón, presenta un mascarón en forma de pez imaginario rodeado de acantos y cenefas, de cuya boca vierte el único caño de la fuente. Sobre este mascarón se sitúa una placa de mármol con una inscripción relativa a la reforma de caminos que dieron lugar al actual Paseo de Reding, así como la fecha de finalización de los trabajos. Entre el pilón y el mascarón tiene una inscripción relativa a la construcción del propio Paseo de Reding y la restauración de la fuente en tiempos de Teodoro Reding.
En la parte superior, sobre la placa de mármol, presenta dos escudos de alabastro con las armas de la ciudad y del marqués de Villafiel, Fernando Carrillo y Manuel. El conjunto se completa con un pilón moldurado cuyo centro está decorado por un festón colgante.

## Historia
Fue ordenada construir por el corregidor de la ciudad Fernando Carrillo y Manuel, marqués de Villafiel. La fuente formaba parte del conjunto de obras de mejora del camino de Vélez-Málaga, obras que concluyeron en el 8 de febrero de 1675.

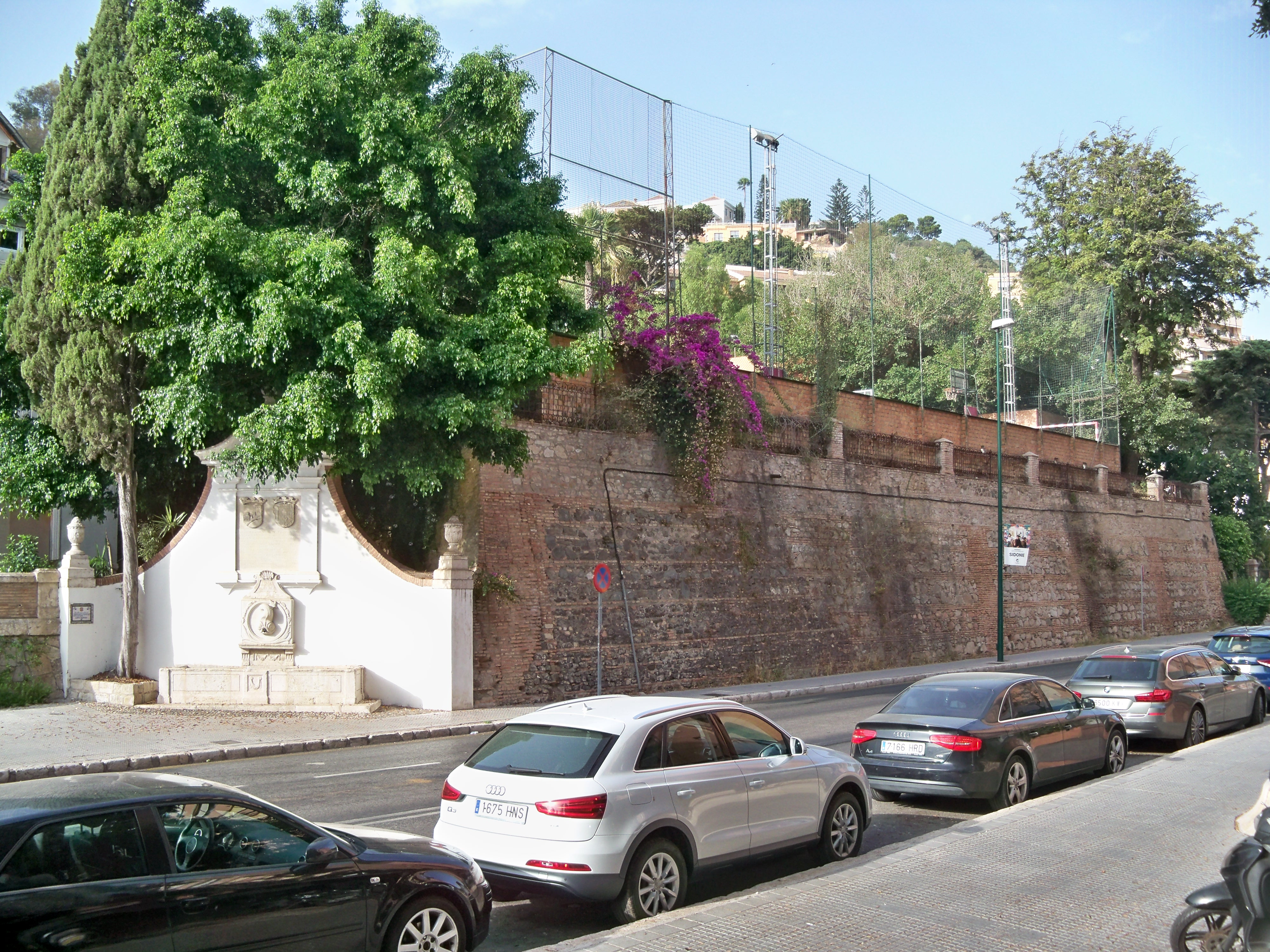
Vista de la fuente de Reding junto al muro de contención de la antigua hacienda Giró.

En 1806, con Teodoro Reding como corregidor de Málaga, fue restaurada adquiriendo el aspecto que presenta actualmente y su actual nombre, en honor del corregidor. De esta restauración proceden el pilón y el mascarón en forma de pez que presenta la fuente en la actualidad. En 1841 la Finca Muriel, cuyos terrenos circundaban la fuente de Reding, fue adquirida por el industrial Juan Giró para edificar su residencia, la Hacienda Giró, de la que únicamente permanece el muro de contención anexo a la fuente de Reding.

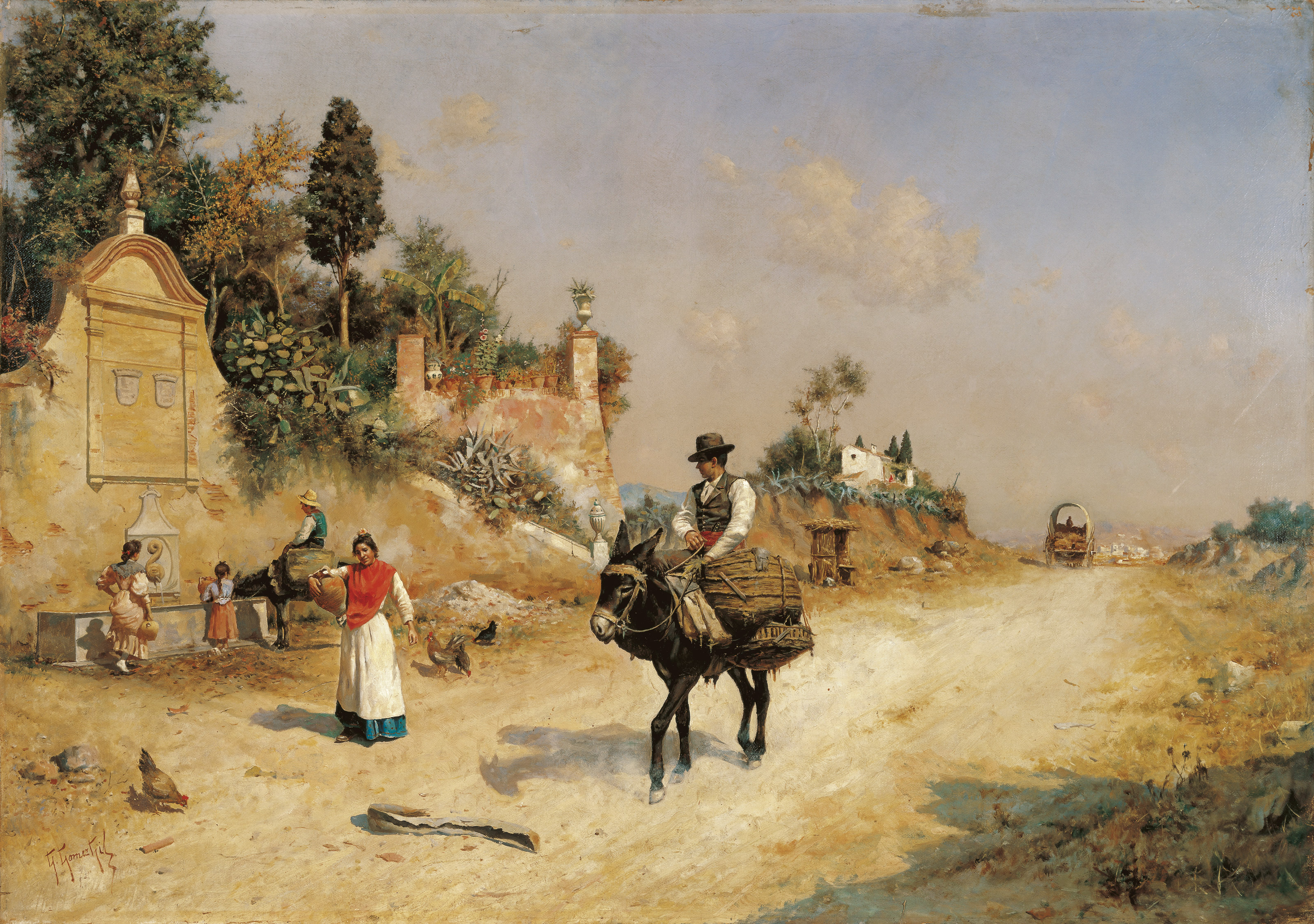
Fuente de Reding, 1885. Óleo sobre tela de Guillermo Gómez Gil, conservado en el Museo Carmen Thyssen Málaga.

Volvió a restaurarse en el año 2017 para solventar una serie de desperfectos que presentaba su arquitectura, recuperando su estructura original.